# Chicano Movement

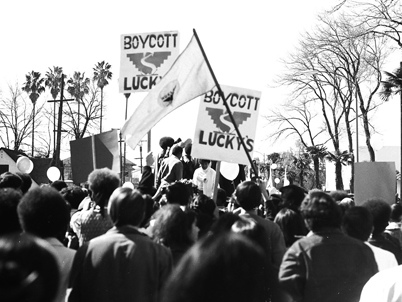
La marche du Chicano Movement à San Jose

Le Chicano Movement des années 1960, connu également sous l'appellation de Chicano Civil Rights Movement, mais aussi comme El Movimiento, est un prolongement du « Mouvement des Mexicano-Américains pour les droits civiques » (en anglais: Mexican American Civil Rights Movement) qui naquit dans les années 1940 et dont les buts étaient la « libération sociale » et l'autonomie des Américains d'origine mexicaine.
Le recueil Le grand vol de la banque de Taos (Tony Hillerman) se compose de nouvelles, mais surtout de textes (à prétention historique) intéressants sur l'histoire de la région de Santa-Fé, dont Le cœur même de notre pays, Las Trampas, Le Don Quichotte du comté de Rio Arriba. Ce dernier traite d'un aspect local du Chicano Movement, l'Alianza Federal de Mercedes de Reies Lopez Tijerina (en) (1926-2015).